# Magnolia thailandica
Espèce
Statut de conservation UICN

 VU B1ab(iii,v) : Vulnérable
Magnolia thailandica est une espèce de plantes à fleurs de la famille des Magnoliacées. C'est un arbre endémique de Thaïlande.

## Description
Cet arbre mesure jusqu'à 30 m de haut. Il fleurit d'avril à mai et donne des fruits de juin à octobre.

## Répartition et habitat
Cette espèce est endémique de Thaïlande. Elle vit dans la forêt tropicale humide.